# Stora Lammsbergstjärnen
Stora Lammsbergstjärnen är en sjö i Falu kommun i Dalarna och ingår i Dalälvens huvudavrinningsområde.